# Daniela Ludwig

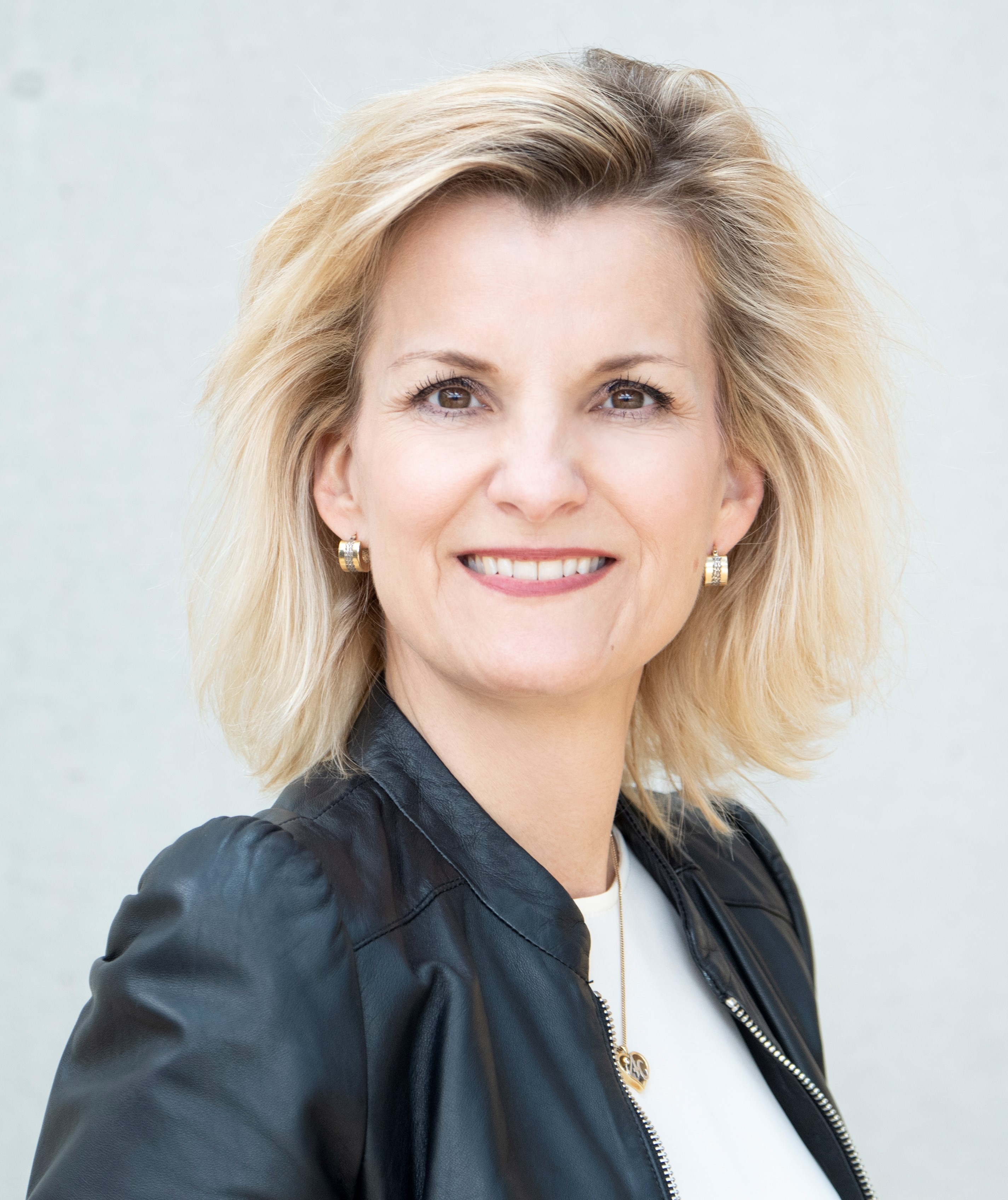
Daniela Ludwig (2021)

Daniela Ludwig (* 7. Juli 1975 in München als Daniela Raab) ist eine deutsche Politikerin (CSU). Sie ist seit 2002 Mitglied des Deutschen Bundestages und seit 2025 Parlamentarische Staatssekretärin beim Bundesminister des Innern. Von 2019 bis 2021 war sie die Drogenbeauftragte der Bundesregierung.

## Leben und Beruf
Daniela Ludwig wuchs in Kolbermoor auf. Nach dem Abitur im Jahr 1995 am Ignaz-Günther-Gymnasium in Rosenheim begann sie zunächst ein Studium der Politikwissenschaften und der Amerikanistik an der Ludwig-Maximilians-Universität München. Im Jahr 1997 wechselte sie das Studienfach und absolvierte nachfolgend ein Studium der Rechtswissenschaft, das sie 2002 mit dem ersten juristischen Staatsexamen und als Diplom-Juristin beendete.
Am 17. Dezember 2010 heiratete sie den Rosenheimer CSU-Stadtrat Florian Ludwig. Das Paar wurde am 13. Mai 2011 Eltern von Zwillingen. Daniela Ludwig ist römisch-katholisch. Die Familie lebt in Kolbermoor.
Im September 2019 wurde sie für ihr ehrenamtliches Engagement mit dem Verdienstorden der Bundesrepublik Deutschland (Verdienstkreuz am Band) ausgezeichnet.

## Partei
Daniela Ludwig trat im Jahr 1994 in die CSU und 1996 auch in die Frauen-Union (FU) ein. Sie gehört seit 1997 dem Vorstand des FU-Kreisverbandes Rosenheim-Land, seit 2005 als stellvertretende Kreisvorsitzende, und dem Vorstand des FU-Bezirksverbandes Oberbayern an. Ludwig ist seit 2001 außerdem Mitglied im Landesvorstand der Frauen-Union Bayern und wurde 2003 zur stellvertretenden FU-Landesvorsitzenden gewählt. Von März 2018 bis Januar 2019 war Ludwig stellvertretende Generalsekretärin der CSU.

## Abgeordnete

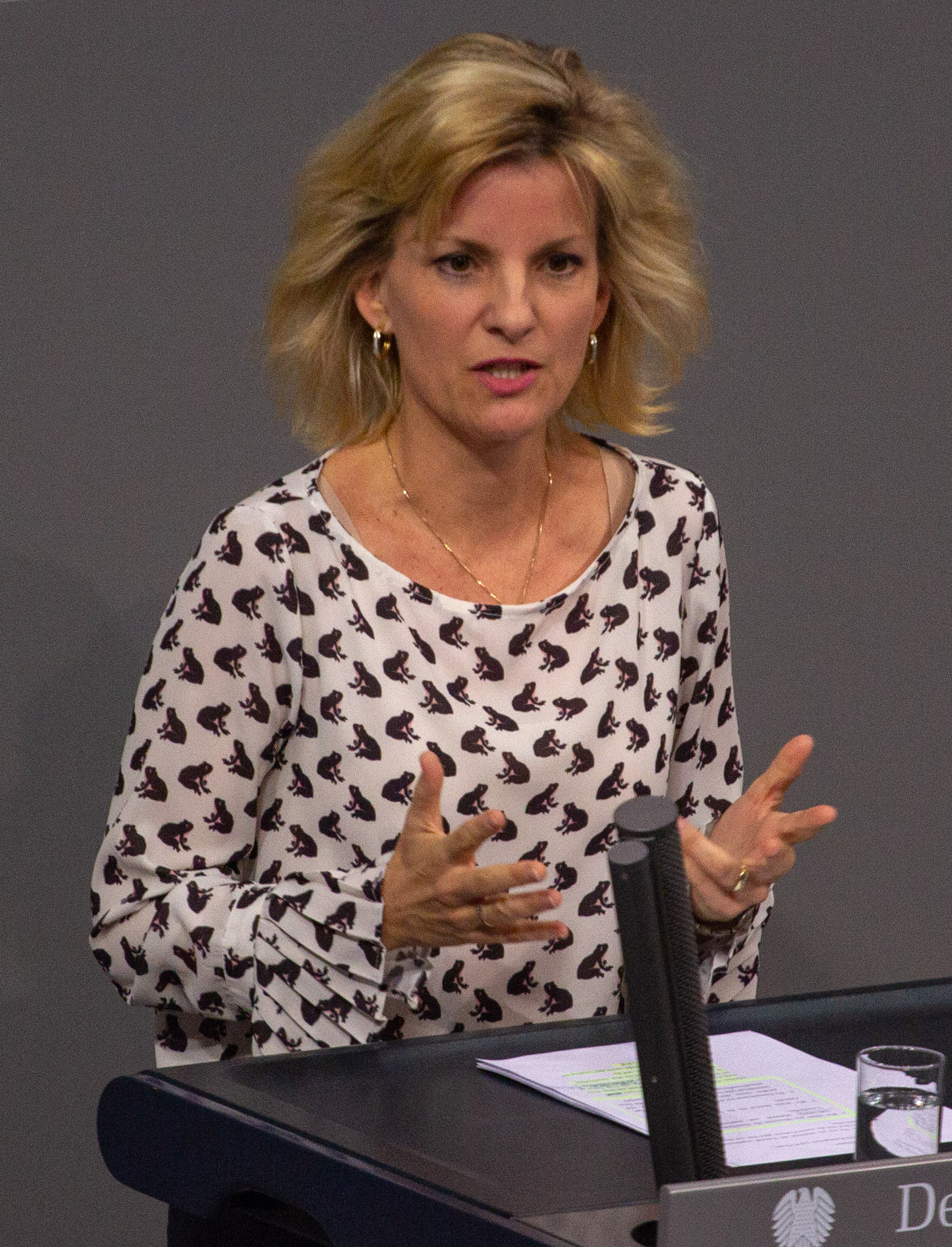
Ludwig im Bundestag, 2019

Daniela Ludwig gehörte von 2002 bis 2008 dem Stadtrat von Kolbermoor an.
Seit 2002 ist sie Mitglied des Deutschen Bundestages und war von 2005 bis 2009 Obfrau der CDU/CSU-Bundestagsfraktion im Rechtsausschuss und stellvertretende Vorsitzende der Fraktionsarbeitsgruppe Recht. Von 2009 bis 2013 war sie Obfrau ihrer Fraktion im Parlamentarischen Beirat für nachhaltige Entwicklung. Im 18. Deutschen Bundestag war Daniela Ludwig Vorsitzende der Arbeitsgruppe Tourismus der CDU/CSU-Fraktion. Außerdem war sie Mitglied im Stiftungsrat der Bundesstiftung Baukultur. Ab Januar 2014 war sie Vorsitzende der Arbeitsgruppe Tourismus der CDU/CSU-Bundestagsfraktion und damit tourismuspolitische Sprecherin. Außerdem ist sie seit 2005 stellvertretende Vorsitzende der Gruppe der Frauen in der CDU/CSU-Fraktion. Im 19. Deutschen Bundestag gehört Ludwig als stellvertretendes Mitglied dem Ausschuss für Umwelt, Naturschutz und nukleare Sicherheit sowie dem Gemeinsamen Ausschuss an.
Im 20. Deutschen Bundestag ist sie Vorsitzende des Ausschusses für Wahlprüfung, Immunität und Geschäftsordnung.
Ludwig ist im Jahr 2002 über die Landesliste Bayern und 2005, 2009, 2013, 2017 und 2021 als direkt gewählte Abgeordnete des Wahlkreises Rosenheim in den Bundestag eingezogen. Bei der Bundestagswahl 2009 erreichte sie hier 51,5 %, im Weiteren waren es 58,14 % bei der Bundestagswahl 2013, 45,9 % bei der Bundestagswahl 2017, 36,1 % bei der Bundestagswahl 2021 und 40,9 % der Erststimmen bei der Bundestagswahl 2025.
Im Zuge der Bildung des Kabinetts Merz wurde sie am 6. Mai 2025 zur Parlamentarischen Staatssekretärin beim Bundesminister des Innern, Alexander Dobrindt (CSU), ernannt.

## Politisches Wirken
Daniela Ludwig setzte sich als Berichterstatterin im Rechtsausschuss für eine Neuauflage des „Graffiti-Bekämpfungsgesetzes“ (Neununddreißigstes Strafrechtsänderungsgesetz) ein, nach dem bereits eine „Verunstaltung“ durch Graffiti strafbar wird. Zuvor war für die Strafverfolgung eine nachgewiesene Beschädigung der Bausubstanz nötig. Dieses Engagement gegen „subkulturelle Ordnungswidrigkeiten“ sieht sie aufgrund der Eigentümerschädigung als Teil der Straftatbekämpfung.
Ludwig setzt sich für ein traditionelles Familienbild als „optimale und förderungswürdige Lebensgemeinschaft für die Erziehung von Kindern“ ein. Sie ist gegen eine Voll-Adoption bzw. ein volles Adoptivrecht für gleichgeschlechtliche Lebensformen. Gleichgeschlechtliche Lebenspartnerschaften sollen aufgrund eines vermeintlichen Abstandsgebots im Grundgesetz dabei Ehen zwischen Mann und Frau nicht gleichgestellt werden. Das Bundesverfassungsgericht hat die Existenz eines Abstandsgebots jedoch in seinem Urteil vom 17. Juli 2002 (1 BvF 1/01, 1 BvF 2/01) abgelehnt.
Der Bundestag beschloss am 29. Oktober 2004 zwar die formale Gleichstellung von Ehe und Lebenspartnerschaften und damit die Zulassung der Stiefkindadoption, die Voll-Adoption soll jedoch nach Daniela Ludwigs Meinung zum Wohle des Kindes nicht zugelassen werden. Als Hauptgrund führt sie die nicht zu leistende Generationenfolge von homosexuellen Lebensgemeinschaften und die fehlende Sozialisationsfunktion gegenüber Ehe und Familie an.
In der vergangenen Legislaturperiode nahm sie sich regionalen verkehrsstrukturpolitischen Themen an, wie der durch den Ausweichverkehr der LKW-Maut in Deutschland stark belasteten B 15 und dem Brennerbasistunnel. Letzteres Verkehrsprojekt dient der Entlastung der Brennerautobahn, indem der Schwerlastverkehr von der Straße auf die Schiene gebracht werden soll. Beide Verkehrswege führen durch den Landkreis Rosenheim.
Mitte Mai 2024 ernannte Unions-Fraktionschef Friedrich Merz Ludwig zur Beauftragten der CDU/CSU-Bundestagsfraktion für das jüdische Leben in Deutschland und für die Beziehungen zum Staat Israel. Sie ist Vorsitzende des 2024 gegründeten „Freundeskreis Israel“ der CDU/CSU-Fraktion. In dieser Funktion betonte sie ihr Bekenntnis zur von Angela Merkel formulierten „Staatsraison“ gegenüber Israel. Dementsprechend unterstützt sie Israels Kriegsführung in Gaza seit dem Terroranschlag der Hamas vom 7. Oktober 2023 und befürwortet Waffenlieferungen an das Land. Ludwig setzt sich zudem für die Bekämpfung von Antisemitismus ein. Zusammen mit den Unionsabgeordneten Johannes Volkmann und Pascal Redding forderte sie im März 2025 ein Verbot des palästinensischen Kufiyah-Tuches im Sitzungssaal des Bundestages, nachdem die Linken-Abgeordnete Cansin Köktürk ein solches getragen hatte. Der UN-Sonderberichterstatterin für die palästinensischen Gebiete Francesca Albanese warf Ludwig vor, „den tausendfachen Mord an Jüdinnen und Juden als demokratischen Widerstand zu legitimieren.“

## Bundesdrogenbeauftragte
Am 18. September 2019 wurde Ludwig als Drogenbeauftragte der Bundesregierung berufen.
Ihre Amtszeit endete am 8. Dezember 2021 aufgrund der Ernennung der 24. Bundesregierung.

### Drogenpolitische Standpunkte
Ludwigs drogenpolitische Standpunkte sind in drei offiziellen Berichten dokumentiert, die sie als Bundesdrogenbeauftragte herausgab: im Drogen- und Suchtbericht 2019 sowie in den Jahresberichten der Drogenbeauftragten 2020 und 2021.
Ludwig befürwortete die Einrichtung von Drogenkonsumräumen. Im Jahresbericht 2020 bezeichnete sie Drogenkonsumräume als „extrem wichtige Anlaufstellen, um riskante Folgen des Konsums zu reduzieren“. Laut dem Bericht gab es damals 28 Drogenkonsumräume in Deutschland.
Ludwig sträubte sich gegen Schritte zur Legalisierung von Cannabis als Rauschmittel und insbesondere gegen das Argument, Alkoholkonsum und Tabakrauchen seien doch auch legal. Ludwig bestritt nicht die Gefährlichkeit von Alkohol und Nikotin. Sie wollte verhindern, dass Cannabis als ungefährliche Substanz betrachtet wird, und argumentierte, dass eine Legalisierung diese falsche Einschätzung befördern würde. In einer Bundespressekonferenz im Juli 2020 formulierte sie dies mit den Worten, Cannabis sei „kein Brokkoli“.
Im August 2021 befürwortete Ludwig die Einführung einer Obergrenze von sechs Gramm für den Besitz von Cannabis, bis zu der dieser lediglich als Ordnungswidrigkeit gelten sollte. Polizei und Justiz würden dadurch entlastet, ebenso sollten Konsumenten die Möglichkeit zur Überprüfung der Reinheit von Suchtmitteln (sog. Drug-Checking) erhalten. Der Vorschlag wurde zwar zum Teil als Liberalisierung dargestellt, liefe aber de facto auf eine Verschärfung der Regeln in mehreren Bundesländern hinaus (siehe Geringe Menge bei Cannabisprodukten). Entsprechend wurde auch Kritik an dem Vorschlag geäußert.

### Kritik
Als am 9. September 2019 bekannt wurde, dass die CSU Ludwig als neue Drogenbeauftragte der Bundesregierung vorschlug, löste dies bereits Kritik aus. In verschiedenen Medien wurde ihr vorgeworfen, dass sie über keine Fachkunde in Drogenpolitik und Gesundheitspolitik verfüge. Insbesondere ein von dem Internet-Kanal Jung & Naiv veröffentlichtes Video wurde in der Debatte aufgegriffen. In diesem Video befragt Tilo Jung den Sprecher des Bundesministeriums für Gesundheit, Oliver Ewald, nach Ludwigs Qualifikation für das Amt. Ewald antwortete: „Der Umstand, dass Frau Ludwig keine drogenpolitische Expertise hat, muss ja nicht zwingend dazu führen, dass sie das Amt nicht bekleiden kann.“ Er wies darauf hin, dass frühere Drogenbeauftragte der Bundesregierung auch keinen entsprechenden Hintergrund hatten.
Im Februar 2020 richtete Ludwig ein Schreiben an die CDU/CSU-Bundestagsfraktion zum Thema Umgang mit Cannabis, in dem sie Informationen und Argumente zusammenstellte. Der Journalist Arne Semsrott kritisierte, dass darin die Auskunft zur Rechtslage lautete: „Cannabis ist in Deutschland verboten.“ Semsrott kommentierte, Cannabis sei bereits als Arzneimittel verkehrsfähig und der Konsum nicht verboten.
Drei Wochen nach ihrem Amtsantritt hatte Ludwig gesagt, im Umgang mit Cannabis gebe es „kaum Dialog, aber viel Konfrontation“. Damit wolle sie Schluss machen. Mit derartigen Äußerungen löste sie bei den Befürwortern einer liberaleren Drogenpolitik Erwartungen aus, die sie nach kurzer Zeit enttäuschte. Im Februar 2020 sagte Georg Wurth vom Deutschen Hanfverband, Ludwig sei zwar zu Beginn ohne ideologische Scheuklappen an das Thema herangegangen, aber bald zur restriktiven Programmatik der CSU zurückgegangen, die schon ihre Vorgängerin Marlene Mortler vertreten hatte. Sie habe beispielsweise ihre Ankündigung, den Besitz kleiner Mengen Cannabis zu entkriminalisieren, wieder kassiert. Wie Mortler verweigere sich Ludwig der Diskussion und kritischen Argumenten. Ludwig sagte hingegen, sie führe mit allen Beteiligten einen intensiven Dialog und habe auch das Gespräch mit dem Hanfverband in guter Erinnerung. Andererseits berichtete sie, sie erhalte  „haufenweise“ Todeswünsche aus der Cannabis-Community.
Im Juni 2020 wurde Ludwig im Highway-Magazin kritisiert, da sie bei Twitter eine Privatnachricht veröffentlichte, die sie über Instagram von einem erbosten Bürger erhalten hatte. Obwohl sie Rechtswissenschaft studiert hatte, veröffentlichte sie illegalerweise einen kompletten Screenshot der Nachricht, ohne den Namen oder das Profilbild des Absenders unkenntlich zu machen, und fügte einen spöttischen Hinweis auf die (wohl doch nicht) entspannenden Eigenschaften von Cannabis hinzu. Sowohl die fehlende Anonymisierung als auch der Eindruck, dass die Drogenbeauftragte einen Drogenkonsumenten spöttisch behandelte, stießen auf Unverständnis. Der betroffene Absender stellte am 30. Juli 2020 Anzeige gegen Daniela Ludwig. Sie verwaltete ihr Twitterkonto nach eigenen Angaben ausschließlich selbst.
Im Juli 2020 schrieb Ludwig in einer Twitter-Nachricht, dass Zigaretten bei „bestimmungsgemäßem Gebrauch“ Gesundheitsschäden hervorrufen, nicht aber „Zucker oder Alkohol“. Daraufhin wurde ihr in sozialen Netzwerken vorgeworfen, Alkoholkonsum zu verharmlosen. Auf dem Portal Abgeordnetenwatch.de wurde sie gefragt, was der bestimmungsgemäße Gebrauch unter anderem von Alkohol sei. Ludwig wich der Frage aus, indem sie als Antwort nur Heinz Erhardts Gedicht „Die Kunst des Trinkens“ zitierte. Grünen-MdB Kirsten Kappert-Gonther hakte nach, indem sie die Frage nach dem bestimmungsgemäßen Gebrauch von Alkohol schriftlich bei der Bundesregierung einreichte.
Im August 2020 schrieb der Deutsche Hanfverband, Ludwig ziehe als Drogenbeauftragte ständig Kritik auf sich, unter anderem durch die YouTuber KuchenTV, MontanaBlack und Space Frogs.